# Luigi Lombardi (militare)
Luigi Lombardi (Cuneo, 3 gennaio 1898 – Roma, 27 agosto 1992) è stato un generale e funzionario italiano, veterano della Prima e della Seconda guerra mondiale, decorato di Medaglia d'argento al valor militare, dal 15 ottobre 1958 al 28 febbraio 1961 Comandante Generale dell'Arma dei Carabinieri.

## Storia
Nasce a Cuneo il 3 gennaio 1898 partecipando nel 1916 al primo conflitto mondiale con il 26° reggimento d'artiglieria da campagna e venendo ammesso il 1° ottobre all'Accademia Militare di Torino con incorporazione nel 1917 in qualità di Aspirante Ufficiale e con assegnazione al 1° reggimento artiglieria pesante campale e terminando la guerra nel grado di Tenente.
Promosso a capitano nel 1928 è stato destinato ad incarichi di Stato Maggiore ed ammesso nel 1936 alla scuola di guerra per poi nel 1938 ricevere la promozione a maggiore ricevendo come assegnazione il 59° reggimento di artiglieria "Cagliari" per operare in Albania.
Nel 1941 promosso a tenente colonnello assume il comando della divisione di fanteria "Arezzo" e poi della divisione di fanteria "La Spezia", partendo in seguito per l'Africa Settentrionale Italiana ove verrà catturato dagli alleati per poi rientrare al servizio del governo alleato il 1° luglio del 1944 ricevendo una promozione a colonnello per meriti di guerra ed assumendo l'incarico di capo di Stato Maggiore prima per il Corpo Italiano di Liberazione e poi del Gruppo di Combattimento "Legnano".
Nel 1945 è capo di gabinetto del Ministero della Guerra, assumendo in seguito il comando del 7° reggimento artiglieria da campagna "Cremona" e quello di addetto alla difesa presso l'ambasciata italiana a Parigi.
Dal 1952 data la promozione a generale di brigata è comandante d'artiglieria della divisione di fanteria "Legnano" ed in seguito distaccato presso il Comando Forze Alleate per il Sud Europa in qualità di sottocapo di Stato Maggiore alle operazioni.
Il 31 marzo 1955 viene promosso a generale di divisione reggendo il comando della divisione di fanteria "Granatieri di Sardegna" ed in seguito l'8 luglio 1957 nominato Segretario Generale per l'Esercito Italiano presso il Ministero della Difesa.
Dal 25 novembre 1957 è promosso a generale di corpo d'armata venendo destinato al Gabinetto del Ministro per poi essere nominato il 15 ottobre 1958 Comandante Generale dell'Arma dei Carabinieri rimanendo in carica sino al 28 febbraio 1961.
Morirà a Roma il 27 agosto 1992 all'età di 94 anni.